# Estrela de Belém (Burne-Jones)
A Estrela de Belém é uma pintura em aquarela de Sir Edward Burne-Jones representando a Adoração dos Magos com um anjo segurando a Estrela de Belém. Foi encomendado pela Corporação da Cidade de Birmingham para o seu novo Museu e Galeria de Arte em 1887, dois anos depois de Burne-Jones ter sido eleito Presidente Honorário da Royal Birmingham Society of Artists. Com 101 1/8 x 152 polegadas, A Estrela de Belém foi a maior aquarela do século XIX. Foi concluída em 1890 e foi exibida pela primeira vez em 1891.